# Leptothrix
Leptothrix ist eine in eisenhaltigen Gewässern vorkommende Gattung der Bakterien. Als Besonderheit bilden diese stäbchenförmigen Bakterien Röhren, in denen sie sich hintereinander angeordnet befinden. Sie bewirken eine auffällige Ausfällung von Oxiden bzw. Hydroxiden dreiwertigen Eisens an den Röhren („Eisenbakterien“), was zu einer Bildung von Ocker und Eisenerzen führen kann.

## Eigenschaften
Bei den Bakterien handelt es sich um gerade, stäbchenförmige (etwa zylindrische) Zellen mit einem Durchmesser von 0,6 bis 1,5 µm und einer Länge von 1,5 bis 15 µm. Sie sind gramnegativ und zeitweise jeweils an einem Zellende (polar oder subpolar) durch ein Flagellum monotrich, monopolar begeißelt. Die Art L. lopholea bildet ein subpolares Flagellenbündel, ist also polytrich, monopolar begeißelt. Die Bakterien schwimmen teils frei („Schwärmer“) einzeln oder in Zellketten. Meistens jedoch bilden sie Längsreihen (Zellketten), die sich in einer von ihnen abgeschiedenen Röhre aus organischem Material befinden. Diese Röhren, auch als Scheiden bezeichnet, bestehen aus organischen Polymeren, die verflochtene Fibrillen bilden. Die Zellen sind nicht mit den Röhren fest verbunden und können sich in ihnen fortbewegen. Einige Arten bilden außerhalb der Scheiden Schleim. Im Wasser des Habitats gelöstes Eisen, überwiegend als zweiwertige Eisen-Ionen (Fe2+), reichert sich nach Oxidation mit ebenfalls gelöstem Sauerstoff an den Scheiden in Form von oxidischen bzw. hydroxidischen Verbindungen des dreiwertigen Eisens an und inkrustiert und verdickt sie auf diese Weise. Als Reservestoff wird Polyhydroxybuttersäure gebildet und in Form von Granula in den Zellen abgelagert. Der GC-Gehalt der DNA beträgt 68–71 mol-%. Eine Reinkultur von L. ochracea ist im Gegensatz zu den anderen Arten bisher nicht gelungen.

### Scheiden
Die Scheiden von L. cholodnii bestehen nach einer Untersuchung aus 6,5 nm dicken Fibrillen, die Wanddicke beträgt 30–100 nm, außen darauf befindet sich eine diffuse Schleimschicht. Die Scheiden enthalten 34 % Polysaccharide (Hauptkomponenten: Uronsäuren und Aminozucker), 24 % Proteine, 8 % Lipide und 4 % anorganische Stoffe.

### Stoffwechsel
Der Energiestoffwechsel ist strikt aerob, oxidativ, chemoorganoheterotroph. Organische Stoffe können aber nur eingeschränkt und langsam verwertet werden. Je nach Art verschieden werden einige Zucker, Glycerin und organische Säuren verwertet. Bevorzugte Stickstoffquellen sind Aminosäuren, einige Arten verwerten Ammonium und Nitrat. Wegen der Oxidation des zweiwertigen Eisens und Ablagerung der so gebildeten Fe(III)-Verbindungen an den Scheiden (siehe unter Eigenschaften) wurde vermutet, dass diese Oxidation von den Bakterien enzymatisch bewirkt wird und die dabei freigesetzte Energie von den Bakterien genutzt wird, dass sie also chemolithotroph, möglicherweise auch autotroph sind. Bisher wurde das aber nicht nachgewiesen. Allerdings scheint die Eisenoxidation und die Manganoxidation durch die Bakterien beschleunigt zu werden, auch wenn die dabei freigesetzte Energie nicht von ihnen genutzt wird.
Vitamin B12 wird generell benötigt, von einigen Arten auch Thiamin und Biotin.

## Vorkommen, Ökologie

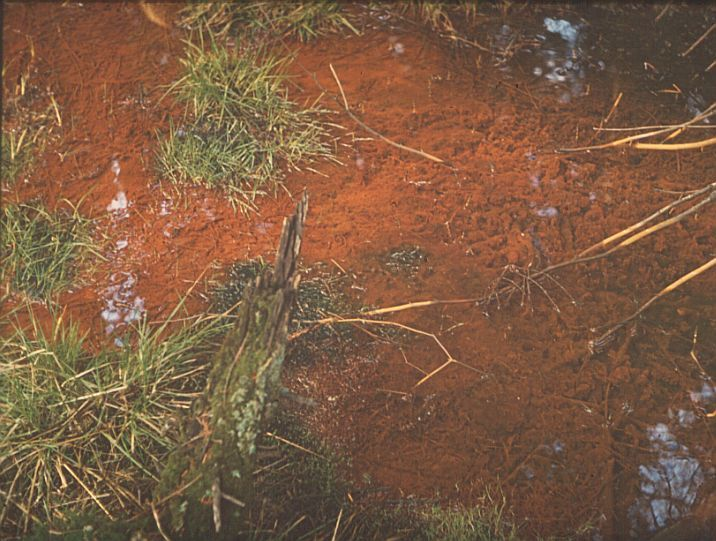
Leptothrix-Massen in einem Moorgraben

Leptothrix kommt in stehenden oder langsam fließenden, neutralen bis leicht sauren Süßwasser-Gewässern mit nur geringen Konzentrationen an organischen Stoffen und mit einem Sauerstoffkonzentrationsgradienten vor, besonders in solchen mit hohen Konzentrationen an Eisen (als Fe2+-Ionen gelöst). Beispiele: Gräben in Mooren und Sumpfgebieten, Eisenquellen. Die Inkrustierung der Röhren mit oxidischen bzw. hydroxidischen Eisen(III)-Verbindungen behindert den Stoffaustausch mit der Umgebung. Indem sich die Zellen aus den auf diese Weise verdickten Scheidenbereichen fortbewegen und daneben neue, dünnere, noch nicht mit Eisenverbindungen inkrustierte Scheiden bilden, wird der Stoffaustausch mit dem umgebenden Medium gewährleistet. Dadurch befinden sich in einem solchen Gewässer große Mengen leerer, eisenverkrusteter Röhren in auffälligen, flockigen, ockerfarbigen Massen. Mikroskopisch sieht man in diesen flockigen Ockermassen weit überwiegend die leeren, mehr oder weniger verdickten Röhren und nur selten Bakterienzellen, und zwar diese in dünnen Röhren.
In Gewässern, die gelöstes, zweiwertiges Mangan (Mn2+-Ionen) enthalten, werden durch Oxidation gebildete Verbindungen des vierwertigen Mangans an den Scheiden abgelagert.
Das Vorkommen in Scheiden hat den Vorteil, dass auf diese Weise lange Strukturen gebildet werden, ohne dass dafür eine Zellverlängerung oder die Bildung mehrzelliger Zellfäden erforderlich ist. Lange, faserige Gebilde ermöglichen eine lockere, oberflächenreiche Aggregation, die den Stoffaustausch mit dem umgebenden Medium begünstigt. Gleichzeitig werden die Bakterien durch die Scheiden vor bakterienfressenden Lebewesen (besonders Protozoen) und vor Bakteriophagen geschützt.
Das pH-Optimum liegt bei 6,5–7,5, der Temperaturbereich ist 10–35 °C, das Temperaturoptimum liegt bei 25 °C.

## Geochemische Bedeutung
Die Ausfällung von oxidischen bzw. hydroxidischen Verbindungen des dreiwertigen Eisens bewirkt deren sedimentäre Anreicherung als Ocker, aus dem durch Verfestigung und Entwässerung oxidisches Eisenerz gebildet werden kann. Auch die Fällung von Verbindungen vierwertigen Mangans kann geochemisch von Bedeutung sein.

## Systematik
Die Gattung Leptothrix besteht aus folgenden Arten (Stand 2014). Außerdem sind noch Besonderheiten angegeben.
- Leptothrix cholodnii Mulder & van Veen 1963 emend. Spring et al. 1997, verträgt höhere Konzentrationen organischer Stoffe
- Leptothrix discophora  (ex Schwers 1912) Spring et al. 1997, mit Anheftungsstruktur[3]
- Leptothrix lopholea Dorff 1934, subpolar polytrich, mit Anheftungsstruktur
- Leptothrix mobilis Spring et al. 1997, keine Mangan-Fällung
- Leptothrix ochracea (Roth 1797) Kützing 1843, (Typspezies), keine Mangan-Fällung
- Leptothrix pseudo-ochracea (keine anerkannte Art)